# The Winter King
The Winter King ist eine britische Historiendrama-Fantasyserie und neue Adaption der Trilogie Die Artus-Chroniken des britischen Schriftstellers Bernard Cornwell, deren Veröffentlichung seit dem 20. August 2023 auf dem Sender MGM+ erfolgt. In Deutschland ist die Serie seit dem 1. Januar 2024 auf MagentaTV abrufbar. Die Hauptrolle des König Arthur Pendragon verkörpert der schottische Schauspieler Iain De Caestecker.

## Handlung
Der einstige Mönch und Krieger Derfel Cadarn erzählt der jungen Königin Igraine die Artussage, deren Geschehnissen er selbst beiwohnte.
Die Erzählung beginnt in einer Zeit der Unruhen, in der der große Druide Merlin abwesend ist und der Warlord Arthur sich in der Verbannung befindet.
Zudem wird das Königreich Dumnonia von den Sachsen bedroht und der aktuelle König Mordred ist aufgrund seines noch jungen Alters nur schwer im Stande den Thron zu verteidigen, was die Probleme umso mehr verschärft.

## Besetzung und Synchronisation
Die deutschsprachige Synchronisation entsteht bei Iyuno-SDI Group Germany nach den Dialogbüchern von Eduard Erreth und unter der Dialogregie von Werner Böhnke.
| Rollenname             | Schauspieler             | Hauptrolle (Episoden)      | Nebenrolle (Episoden) | Synchronsprecher        |
| ---------------------- | ------------------------ | -------------------------- | --------------------- | ----------------------- |
| König Arthur Pendragon | Iain De Caestecker       | 1.01–                      |                       | Konrad Bösherz          |
| Derfel Cadarn          | Stuart Campbell          | 1.01–                      |                       | Tobias John von Freyend |
| Bischof Bedwin         | Steven Elder             | 1.01–1.09                  |                       | Werner Böhnke           |
| König Gundleus         | Simon Merrells           | 1.01–1.09                  |                       | Peter Flechtner         |
| Morgan                 | Valene Kane              | 1.01–1.06, 1.08–           |                       | Katharina Schwarzmaier  |
| Nimue                  | Ellie James              | 1.01–1.06, 1.08, 1.10      |                       | Ilona Brokowski         |
| Iwein                  | Daniel Ings              | 1.01–1.06                  |                       | Sven Fechner            |
| Merlin                 | Nathaniel Martello-White | 1.01–1.02, 1.04–1.06, 1.10 |                       | Tobias Nath             |
| Cadwys                 | Billy Postlethwaite      | 1.01–1.02, 1.04–1.06, 1.08 |                       |                         |
| Uther Pendragon        | Eddie Marsan             | 1.01–1.02                  |                       | Lutz Schnell            |
| Sagramor               | Ken Nwosu                | 1.01, 1.03–1.06, 1.08–     |                       | Peter Lontzek           |
| Sansum                 | Andrew Gower             | 1.03–1.04, 1.06–           |                       |                         |
| Tristan                | Gabriel Tierney          | 1.05–1.06, 1.09–1.10       |                       |                         |

## Produktion

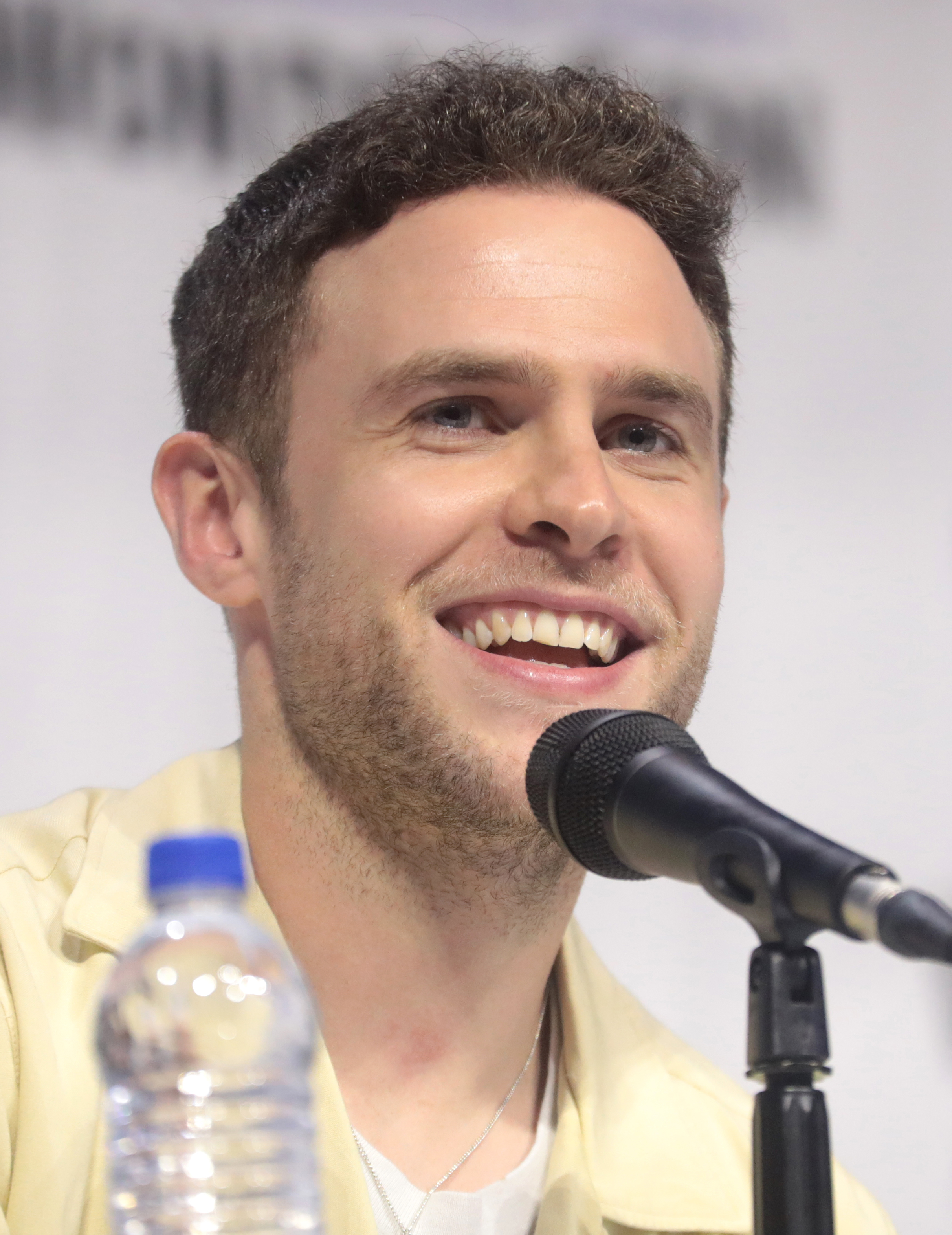
Iain De Caestecker spielt Arthur Pendragon
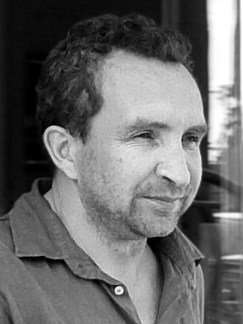
Eddie Marsan spielt Uther Pendragon
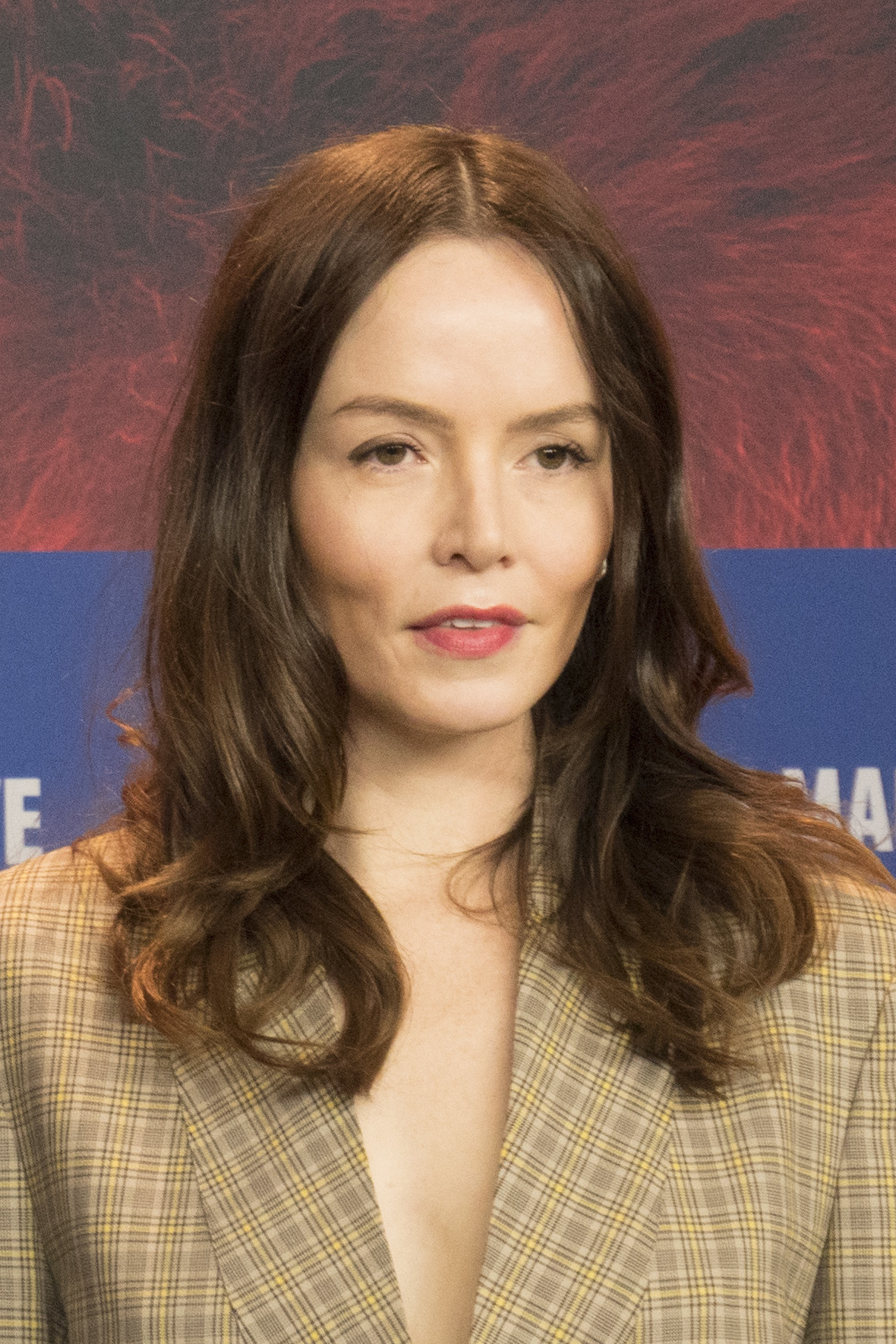
Valene Kane spielt Morgan
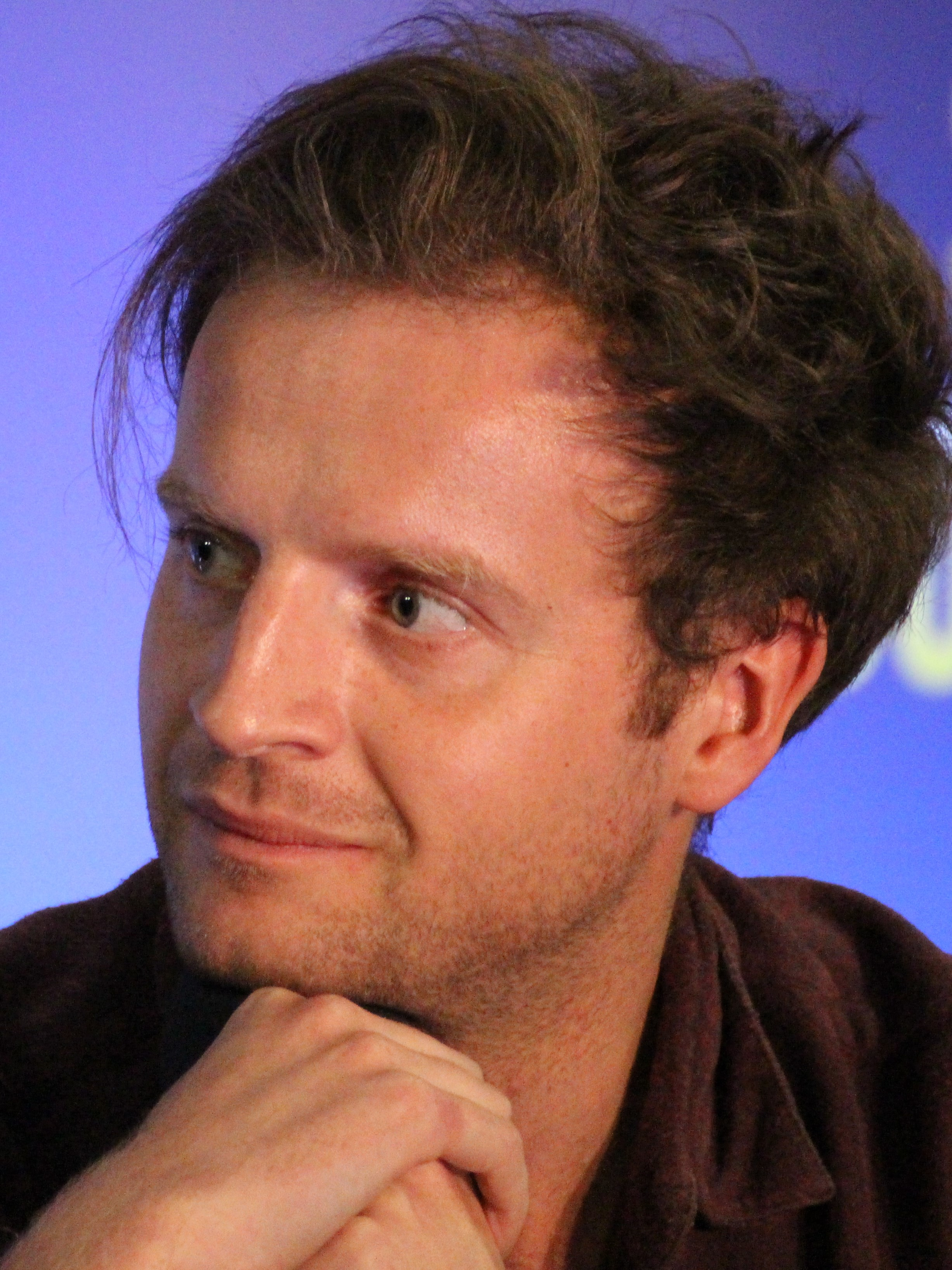
Andrew Gower spielt Sansum

Im April 2022 gab Sony Pictures Television bekannt, dass Bad Wolf zunächst die Verfilmung des ersten Bandes der Trilogie mit dem gleichnamigen Titel übernehmen soll.
Weitere umfangreiche Details wurden im November 2022 verlautet, wobei die Darsteller in ihren Rollen bestätigt wurden.
Iain De Caestecker porträtiert die Hauptfigur Arthur Pendragon, Valene Kane sowie Eddie Marsan verkörpern seine Halbschwester Morgan und seinen Vater Uther Pendragon, während Jordan Alexandra als Arthurs Frau Guinevere auftritt. Stuart Campbell, Ellie James und Andrew Gower sind derweil als Derfel Cadarn sowie Nimue und Sansum, Freundin und Lehrmeister des ersteren zu sehen.
Weitere tragende Rollen umfassen den bekannten Druiden Merlin, den Ritter der Tafelrunde Iwein, den Kämpfer Sagramor und König Gundleus von Siluria, jeweils dargestellt von Nathaniel Martello-White, Daniel Ings, Ken Nwosu und Simon Merrells.
Die Dreharbeiten begannen um den Zeitraum Juli 2022 in Wales und dauerten bis Januar 2023 an. Weitere Drehorte bildeten das West Country, Somerset, das Blaise Castle Estate und Bristol sowie Orte in der dortigen Umgebung. Als Regisseure fungierten Otto Bathurst, Farren Blackburn und Anu Menon, die Kamera übernahmen Aske Foss und Stephan Pehrsson.
Die Veröffentlichung erfolgt seit dem 20. August 2023 auf dem Fernsehsender MGM+ in den USA. In Deutschland ist die Serie seit dem 1. Januar 2024 abrufbar.
Die Musik für die Serie komponierte Rob Lane. Die Einspielung erfolgte durch das Chamber Orchestra of London. Im Dezember 2023 veröffentlichte Madison Gate Records ein Soundtrack-Album mit insgesamt 28 ausgewählten Musikstücken als Download.

## Episodenliste
| Nr. (ges.) | Nr. (St.) | Deutscher Titel | Originaltitel | Erstveröffentlichung USA | Deutschsprachige Erstveröffentlichung (D) | Regie            | Drehbuch                       |
| ---------- | --------- | --------------- | ------------- | ------------------------ | ----------------------------------------- | ---------------- | ------------------------------ |
| 1          | 1         | –               | Episode 1     | 20. Aug. 2023            | 1. Jan. 2024                              | Otto Bathurst    | Ed Whitmore & Kate Brooke      |
| 2          | 2         | –               | Episode 2     | 27. Aug. 2023            | –                                         | Otto Bathurst    | Ed Whitmore & Kate Brooke      |
| 3          | 3         | –               | Episode 3     | 10. Sept. 2023           | –                                         | Otto Bathurst    | Ed Whitmore & Kate Brooke      |
| 4          | 4         | –               | Episode 4     | 17. Sept. 2023           | –                                         | Otto Bathurst    | Ed Whitmore & Kate Brooke      |
| 5          | 5         | –               | Episode 5     | 24. Sept. 2023           | –                                         | Farren Blackburn | Ed Whitmore & Kate Brooke      |
| 6          | 6         | –               | Episode 6     | 8. Okt. 2023             | –                                         | Farren Blackburn | Ed Whitmore & Kate Brooke      |
| 7          | 7         | –               | Episode 7     | 15. Okt. 2023            | –                                         | Farren Blackburn | Nessah Muthy                   |
| 8          | 8         | –               | Episode 8     | 22. Okt. 2023            | –                                         | Farren Blackburn | Amy Roberts & Loren McLaughlin |
| 9          | 9         | –               | Episode 9     | 29. Okt. 2023            | –                                         | Anu Menon        | Ed Whitmore & Kate Brooke      |
| 10         | 10        | –               | Episode 10    | 5. Nov. 2023             | –                                         | Anu Menon        | Ed Whitmore & Kate Brooke      |

## Kritiken
Bislang konnte die Serie 100 Prozent der Kritiker bei Rotten Tomatoes überzeugen und bekam auf Metacritic einen Metascore von 68 von 100 möglichen Punkten.